# Hughes XF-11
Lo Hughes XF-11 era un prototipo militare di aereo da ricognizione, progettato da Howard Hughes per la United States Army Air Forces. Nel 1943 furono inizialmente ordinati 100 esemplari, ma alla fine furono completati solo un mock-up e due prototipi. Il primo XF-11, pilotato dallo stesso Howard Hughes si è schiantato durante il volo di collaudo nel 1946 a Beverly Hills, in California.
Il contratto per il velivolo di produzione era stato annullato nel maggio 1945, ma il secondo prototipo è stato comunque completato e ha volato con successo nel 1947. Fin dall'inizio il progetto del velivolo è stato estremamente controverso, e l'XF-11, insieme all'H-4 Hercules "Spruce Goose" di Hughes, fu sottoposto ad un'inchiesta dal Senato degli Stati Uniti nel 1947-1948.

## Storia del progetto
Verso la fine del 1943 la United States Army Air Forces emise una specifica per un aereo da ricognizione in grado di assicurare, come minimo, una velocità di 400 nodi, una quota di servizio di 40000 piedi ed una autonomia di 4000 miglia in modo da poter sorvolare e fotografare il suolo e le installazioni militari giapponesi. Sia la Hughes che la Republic (con il suo XF-12) presentarono alla commissione i loro progetti.
Nonostante lo scetticismo di parte dei vertici militari sulle effettiva capacità tecniche e produttive della Hughes, nel 1943 la U.S. Army Air Forces siglò un contratto per la fornitura di 100 esemplari con la consegna prevista per l'anno seguente. L'ordine fu cancellato il 29 maggio 1945, ma fu consentito alla Hughes di completare e consegnare i due prototipi allora in costruzione. Il programma fu finanziato dal Governo con 22 milioni di dollari.
Numerose difficoltà di carattere tecnico e manageriale accompagnarono il programma sin dall'inizio. Nel biennio 1946-1948, Il Senato degli Stati Uniti pose sotto inchiesta il programma di difesa nazionale e con esso anche i due programmi della Hughes (l'XF-11 e l'H-4) che portarono alla famosa audizione Hughes-Roosevelt nell'agosto del 1947.

## Tecnica
Il disegno dell'XF-11 ricalca in gran parte il precedente progetto dello Hughes D-2 che a sua volta mostrava varie somiglianze con il Lockheed P-38 Lightning. Dotato di un carrello triciclo anteriore, bimotore (con eliche controrotanti sul primo prototipo e singole sul secondo) era un monoplano a struttura interamente metallica caratterizzato da una coda a doppia travatura ed una fusoliera centrale.

### Cellula
La fusoliera era costituita da una gondola pressurizzata dove trovavano posto il pilota ed il navigatore che, oltre ad assolvere ai suoi incarichi di operatore fotografico e operatore radio, poteva anche alternarsi al pilota nel controllo del velivolo.

### Motori
Sul primo prototipo erano installati due motori radiali Pratt & Whitney R-4360-31 con 28 cilindri disposti in quattro stelle da sette cilindri l'uno che muovevano una coppia di eliche controrotanti ad otto pale Hamilton-Standard a velocità costante e passo dell'elica variabile idraulicamente dalla posizione di "in bandiera" a quella di "reverse". Il sistema di accensione delle candele era garantito da sette impianti a magnete per ogni motore che disponeva anche di una coppia di turbocompressori a singolo stadio.
Sul secondo prototipo, in seguito ai numerosi problemi di controllo delle eliche controrotanti, furono installati motori R-4360-37 con eliche convenzionali Curtiss quadripala a controllo elettronico.

### Sistemi ed impianti
L'impianto idraulico principale, alimentato da pompe mosse dai motori, forniva la necessaria pressione idraulica (compresa tra 1250 e 1500 psi) per operare la retrazione e l'estensione del carrello d'atterraggio, i flap e i freni. Una pompa elettrica poteva essere attivata dal pilota in caso di emergenza ed era dotata di linee separate per il carrello ed i freni.

### Superfici alari
Gli alettoni, gli elevatori e i timoni erano di tipo convenzionale, mentre gli spoiler, interconnessi meccanicamente agli alettoni, erano comandati automaticamente dagli alettoni. Il velivolo era dotato anche di un pilota automatico (Pioneer F-1).

## Impiego operativo

### Incidente
Il primo prototipo, numero di serie 44-70155, pilotato da Hughes in persona, cadde il 7 luglio 1946 durante il suo primo volo dalla pista della fabbrica della Hughes Aircraft a Culver City in California.
Hughes non seguì il programma di volo previsto rimanendo in aria più del doppio del tempo previsto. Dopo un'ora dal decollo, una perdita del sistema idraulico di controllo del passo delle eliche del motore destro bloccò l'elica posteriore nella posizione di "reverse" causando una forte imbardata del velivolo verso destra.
Dal rapporto di inchiesta dell'USAAF sull'incidente, emerse che Hughes invece di spegnere il motore destro lasciando che le rispettive eliche si portassero nella posizione di minore resistenza (in bandiera), lo lasciò alla massima potenza, diminuendo la potenza al motore sinistro per ridurre l'imbardata.
Riducendo la potenza del motore sinistro il velivolo iniziò una lenta discesa che lo costrinse a cercare un atterraggio di emergenza presso il campo da golf del Los Angeles Country Club ma ad una distanza di 300 metri dal percorso l'aereo urtò tre case e si schiantò sviluppando un incendio che quasi costò la vita a Hughes.

### Secondo prototipo
Il secondo prototipo fu equipaggiato con eliche convenzionali e volò per la prima volta il 5 aprile 1947, una volta che Hughes si ristabilì dall'incidente. La USAAF si era inizialmente opposta al far volare Hughes, ma dopo una sua personale richiesta a due generali dell'Aviazione gli fu concesso di compiere anche il primo volo del secondo prototipo dopo aver depositato una cauzione di 5 milioni di dollari a copertura di eventuali danni. Questo volo prova si svolse senza problemi, confermando la stabilità e controllabilità del velivolo alle alte velocità. Viceversa, alle basse velocità e altitudini, gli alettoni si dimostrarono poco efficaci e, nel confronto con l'XF-12 condotto dalla Army Air Force, l'XF-11 si dimostrò difficile da volare e oneroso da mantenere, risultando la sua costruzione costosa il doppio del concorrente. Fu emesso un ordine di produzione per 98 esemplari di Republic F-12, ma anche questi furono poco dopo cancellati in favore dei meno costosi RB-50 Superfortress e Northrop F-15 Reporter. Quando la United States Air Force fu creata come arma separata nel settembre del 1947, l'XF-11 fu ridenominato XR-11. Il prototipo di XR-11 fu trasferito nel dicembre 1948 presso la Eglin Air Force Base per alcune prove operative. Non è noto il suo destino finale.

## Cultura di massa
La storia del progetto dell'XF-11 ed il relativo incidente del 7 luglio 1946 furono ricostruiti nel film del 2004 The Aviator diretto da Martin Scorsese.